# Metamorfosi (Grecia)
Metamorfosi (in greco Μεταμόρφωση?) è un comune della Grecia situato nella periferia dell'Attica (unità periferica di Atene Settentrionale) con 29 891 abitanti secondo i dati del censimento 2001. Vi ha sede l'azienda Fage.